# Miguel Alemán (Messico)
Miguel Alemán è una municipalità dello stato di Tamaulipas, nel Messico settentrionale, capoluogo della omonima municipalità.
Conta 27.015 abitanti (2010) e ha una estensione di 636,47 km².
Il paese deve il suo nome al presidente Miguel Alemán Valdés.